# Поду-Ілоаєй
Поду-Ілоаєй (рум. Podu Iloaiei) — місто у повіті Ясси в Румунії. Адміністративно місту підпорядковані такі села (дані про населення за 2002 рік):
- Будей (938 осіб)
- Косіцень (323 особи)
- Скобилцень (1038 осіб)
- Холм (265 осіб)

Місто розташоване на відстані 322 км на північ від Бухареста, 25 км на захід від Ясс.

## Населення
За даними перепису населення 2002 року у місті проживали 9739 осіб.
Національний склад населення міста:
| Національність | Кількість осіб | Відсоток |
| -------------- | -------------- | -------- |
| румуни         | 9249           | 95,0%    |
| цигани         | 487            | 5,0%     |
| німці          | 1              | < 0,1%   |
| словаки        | 1              | < 0,1%   |

Рідною мовою назвали:
| Мова      | Кількість осіб | Відсоток |
| --------- | -------------- | -------- |
| румунська | 9495           | 97,5%    |
| циганська | 243            | 2,5%     |
| словацька | 1              | < 0,1%   |

Склад населення міста за віросповіданням:
| Релігія        | Кількість осіб | Відсоток |
| -------------- | -------------- | -------- |
| православні    | 9285           | 95,3%    |
| римо-католики  | 217            | 2,2%     |
| бретрени       | 113            | 1,2%     |
| адвентисти     | 25             | 0,3%     |
| п'ятдесятники  | 20             | 0,2%     |
| старообрядці   | 10             | 0,1%     |
| греко-католики | 3              | < 0,1%   |
| баптисти       | 1              | < 0,1%   |

## Зовнішні посилання
- Дані про місто Поду-Ілоаєй на сайті Ghidul Primăriilor